# Trinomys eliasi
Espèce
Statut de conservation UICN

 NT  : Quasi menacé
Trinomys eliasi est une espèce de mammifères rongeurs de la famille des Echimyidae qui regroupe des rats épineux originaires d'Amérique latine. C'est une espèce en danger (EN).

## Liens externes

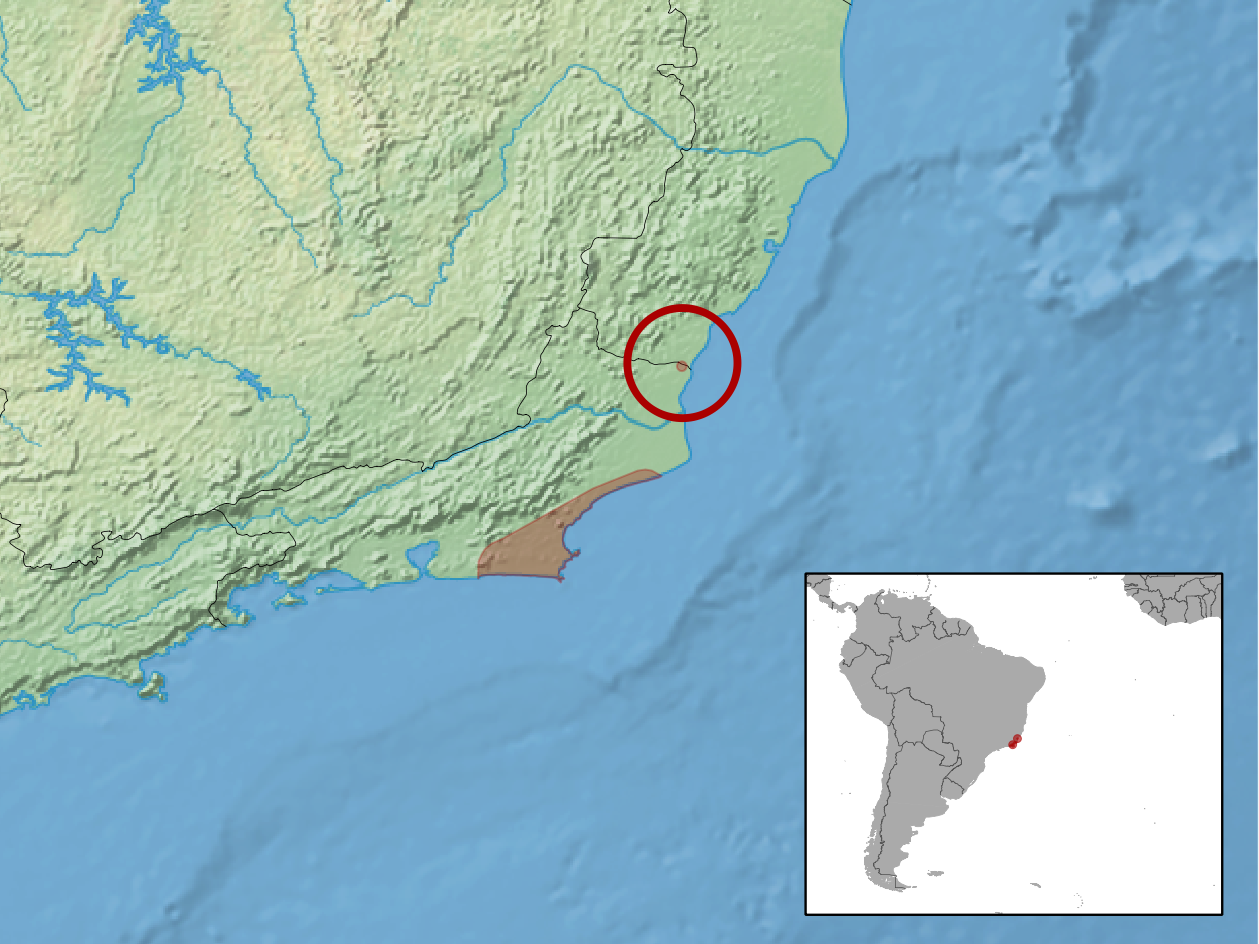
Répartition de l'espèce.